# Stupendemys
Stupendemys („ohromná želva“) je rod dávno vyhynulé obří miocenní želvy, formálně popsané v roce 1976 paleontologem R. C. Woodem. V současnosti jsou rozlišovány dva druhy tohoto rodu, typový S. geographicus, známý z Venezuely a Kolumbie a dále S. souzai, objevený v Brazílii.

## Paleobiologie

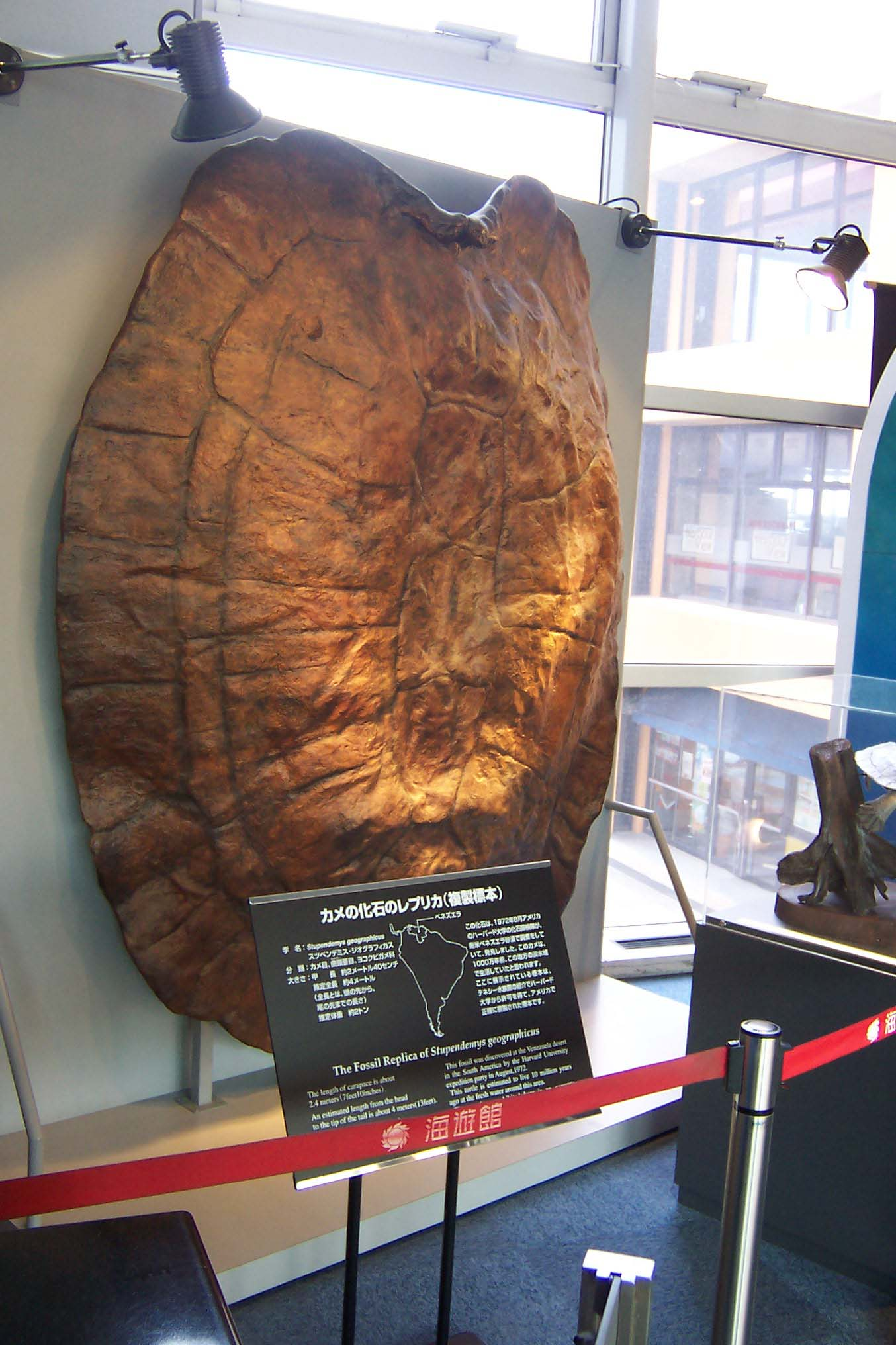
Replika krunýře druhu Stupendemys geographicus v expozici muzea v Ósace

S krunýřem o délce až 3,5 metru a odhadovanou hmotností kolem 1145 kilogramů je S. geographicus jednou z největších známých želv v dějinách života na Zemi. Jedinou prokazatelně větší želvou byl nejspíš pozdně křídový severoamerický druh Archelon ischyros. Tato mořská želva dosahovala celkové délky těla až 5 metrů a odhadované hmotnosti kolem 2200 kg. Jeden z dosud největších a nejkompletněji dochovaných exemplářů byl formálně popsán ve studii, která vyšla v únoru roku 2020.
Predátory těchto obřích želv mohli být gigantičtí miocenní kajmani rodu Purussaurus, vyskytující se ve stejném životním prostředí. Svědčí o tom také objev zkamenělého zubu krokodýla, zaklesnutý do jednoho fosilního krunýře. Purussauři dosahovali hmotnosti až kolem 8 tun, mohli tedy udolat i takto velkou želvu.